# Naissance en 1220
Naissance
- 1216
- 1217
- 1218
- 1219
- 1220
- 1221
- 1222
- 1223
- 1224

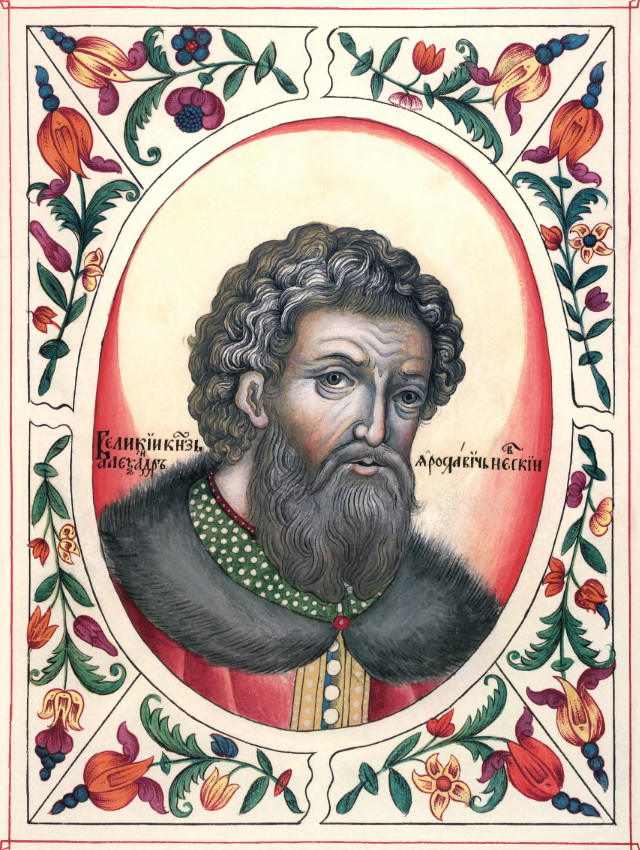
Le prince Alexandre Nevski, né en 1220.

Cette page dresse une liste de personnalités nées au cours de l'année 1220 :
- 1er avril : Go-Saga, 88e empereur du Japon.
- 30 mai : Alexandre Nevski, Grand-prince de Vladimir et de Kiev.
- 11 novembre : Alphonse de Poitiers, comte de Poitiers et de Toulouse.

- Adolphe IV de Berg, comte de Berg.
- Arrigo da Campione, sculpteur et architecte italien.
- Jeanne de Toulouse, comtesse de Toulouse et marquise de Provence.
- Marie de Bourbon-Dampierre, dame de haut lignage issue des maisons de Dampierre et de Bourbon.
- Marguerite de Bar, comtesse de Luxembourg
- Mieszko II l'Obèse, duc d’Opole et de Racibórz.
- Przemysl Ier de Grande Pologne.
- Valéran II de Nassau, co-comte de Nassau, comte de Nassau-Wiesbaden, de Nassau-Weilbourg et de Nassau-Idstein.

date incertaine (vers 1220)
- Bertold de Ratisbonne, un des plus célèbres prédicateurs allemands de la fin du Moyen Âge classique.
- Campanus de Novare, astrologue et mathématicien italien connu pour sa traduction en latin des Éléments d'Euclide.
- David d'Augsbourg, prêtre franciscains allemand, maître des novices et écrivain d'ouvrages de mysticisme et d'éducation religieuse.
- Guillaume de Tripoli, religieux dominicain et célèbre prédicateur.
- Jourdain IV de L'Isle-Jourdain, seigneur de l'Isle-Jourdain et un vassal d'Alphonse de Poitiers.
- Mestwin II de Poméranie, duc de Poméranie orientale.
- Frédéric III de Nuremberg, burgrave de Nuremberg.
- Marco II Sanudo, troisième Duc de Naxos.
- Stéphanie de Barbaron, reine de Chypre.

## Crédit d'auteurs
- Cet article est partiellement ou en totalité issu de l'article intitulé « 1220 » (voir la liste des auteurs).